# Pla de Boavi
El pla de Boavi és una planúria de gairebé 11 hectàrees d'extensió, situada a 1.460 metres d'altitud i que es troba a la capçalera de la vall de Cardós. Forma part del Parc Natural de l'Alt Pirineu, i pertany al municipi de Lladorre, al Pallars Sobirà.
El nom Boavi, segons Joan Coromines, es relaciona amb el basc pallarès BOGA-BE, significant sota la boga o límit, o bé molló, fita. També pot relacionar-se amb BOI, vaques o bous, a partir de VALLIS BOVINUS, vall de les vacades.
El pla és una cubeta de sobreexcavació glacial reomplerta per importants paquets de sediments fluvio-torrencials aportats per les dinàmiques dels barrancs que hi desaigüen. Sovint és afectat per allaus de grans dimensions. En ell conflueixen les valls de Certascan, Romedo, Broate i Sellente. En l'extrem oriental del pla el riu de Romedo s'uneixen amb el riu de Broate, formant la Noguera de Lladorre, que aigües avall es reanomena per Noguera de Cardós.
El pla està rodejat d'altes muntanyes, entre els quals destaca pel nord el pic de LLurri de 2.338 metres d'altitud, al nord est el Cap dels Aspres de Broate de 2.641 metres, al sud est el Pic de les Canals de Sellente de 2.356,3 metres i al sud el pic de Rovinets de 2.279 metres. La plana és oberta per l'oest, seguint el curs del riu, per trobar-se amb el Pla de Castellassos.
A la part obaga abunden els avets, a les parts superior clapes de pi i a les solanes extensos bedollars de recuperació, així com alguna clapa de fageda.